# 최악의 하루
《최악의 하루》는 2016년에 개봉한 대한민국의 영화이다.

## 캐스팅

### 주요 인물
- 한예리 : 은희 역
- 이와세 료 : 료헤이 역
- 권율 : 현오 역
- 김준범 : 규환 역
- 이승연 : 유진 역
- 최유화 : 현경 역

### 그 외
- 배영해 : 미선 역
- 설창희 : 경찰관 역
- 조부현 : 의경 역
- 옥주리 : 독자 1 역
- 이재순 : 독자 2 역
- 강숙 : 폰카녀 역
- 고재운 : 트로트노인 역
- 황복순 : 의자할머니 역
- 심국영 : 골목할머니 역
- 권옥희 : 골목할머니 역
- 조미초 : 폰카행인 역
- 서양훈 : 행진곡노인 역

### 특별출연
- 이희준 : 운철 역

## 수상 및 후보
| 연도 | 시상식                      | 부문                       | 작품/수상자     | 결과 |
| ---- | --------------------------- | -------------------------- | --------------- | ---- |
| 2016 | 제38회 모스크바 국제 영화제 | FIRESCI (국제비평가연맹상) | 《최악의 하루》 | 수상 |
| 2016 | 제17회 전주국제영화제       | 한국경쟁                   | 《최악의 하루》 | 후보 |
| 2016 | 제37회 청룡영화상           | 여우주연상                 | 한예리          | 후보 |
| 2017 | 제4회 들꽃영화상            | 여우주연상                 | 한예리          | 후보 |
| 2017 | 제4회 들꽃영화상            | 조연상                     | 이희준          | 후보 |
| 2017 | 제53회 백상예술대상         | 영화부문 여자 최우수연기상 | 한예리          | 후보 |
| 2017 | 제53회 백상예술대상         | 영화부문 여자 인기상       | 한예리          | 후보 |
| 2017 | 제12회 대한민국 대학영화제  | 여우주연상                 | 한예리          | 수상 |